# سمكة الزناد المهرجة
سمكة الزناد المهرجة أو سمكة الزناد الكبيرة أو سمكة الزناد ذات البقع الكبيرة هي سمكة بحرية من نطاق ما قبل القاع.